# 로맨스 웹툰 목록
다음은 장르별 로맨스 웹툰 목록이다.

## ㄱ~ㅁ
- 가깝다고 생각하면 가까운
- 가질 수 없는
- 가짜 동맹
- 가타부타타
- 각자의 디데이
- 간이역에 겨울이 오면
- 감방에서 남자주인공을 만났습니다
- 강풀의 순정만화
- 같은 학교 친구
- 거래하실래요?
- 걸어서 30분
- 결혼까지 망상했어!
- 고마워 다행이야
- 공복의 저녁식사
- 교수님을 빚는 중
- 구름의 이동속도
- 구해줘, 호구!
- 귀각시
- 귀신이지만 사랑하고 싶어
- 그녀의 심청
- 그놈은 흑염룡
- 그대를 사랑합니다
- 그들이 사귀는 세상
- 그렇고 그런 바람에
- 극한고딩
- 기춘씨에게도 봄은 오는가
- 꼬맹이를 부탁해!
- 꽃 피는 날
- 꽃 피우는 남자
- 꿀벌과 아카시아
- 나노리스트
- 나타나주세요!
- 낢에게 와요
- 남의 사랑 이야기
- 남주서치
- 내가 죽기로 결심한 것은
- 내게 필요한 NO맨스
- 너를 만나다
- 너의 미소가 함정
- 노비공주X주인님
- 누군가의 로섬
- 다름이 아니라
- 다시 짝사랑
- 달이 없는 나라
- 달콤쌉쌀,민트
- 동생친구
- 동트는 로맨스
- 두근두근 네가 좋아서
- 두근두근두근거려
- 라이온 퀸
- 랑데뷰
- 러브 앤 위시
- 로맨스 킬러
- 록산
- 루커피쳐
- 리버스 러브
- 리와 구
- 마녀
- 마섹남-마술하는 섹시한 남자
- 마지막 지수
- 말하지 말까
- 머리카락을 뽑으면
- 멀리서 보면 푸른 봄
- 모두 너였다
- 무용과 남학생

## ㅂ~ㅊ
- 바니와 오빠들
- 바보
- 반귀
- 밤의 베란다
- 밤하늘에 구름운
- 방 안의 코끼리
- 방백남녀
- 베스트 프렌드
- 별과 하나의 시
- 별안간 아씨
- 별을 삼킨 너에게
- 보지못하고 듣지못하고 사랑해
- 부부생활
- 불편해요, 선배님!
- 붉은 실
- 비둘기가 물고 온 남자
- 비즈니스 여친
- 빛빛빛
- 뿔뿔뿔뿔
- 사귄 건 아닌데
- 사랑과 평강의 온달!
- 사랑스러운 복희씨
- 사랑을 연기하다
- 사랑의 헌옷수거함
- 사랑하면 디져~트
- 사장님은 투타임
- 삶이 우리를 속일지라도
- 성격의 역사
- 슈퍼 시크릿
- 스튜디오 짭쪼롬
- 스피릿 핑거스
- 시큼새큼
- 아가씨와 우렁총각
- 아는사람 이야기
- 여신강림
- 여주실격!
- 연애혁명
- 이미테이션
- 일진이 사나워
- 청춘 블라썸
- 치즈인더트랩

## ㅋ~ㅎ
- 커피우유신화
- 프린세스
- 프린스의 왕자
- 핑크레이디

## 영문·숫자
- 10년째 차이는 소꿉친구
- 19세기말 비망록
- 1을 줄게
- 2015 사이
- 24분의 1 로맨스
- 35cm
- 3단합체 김창남
- DVD
- ENT.
- FM보이
- Ho!
- R에 관해서

## 같이 보기
- 웹툰 목록
- 코미디 웹툰 목록
- 판타지 웹툰 목록
- 옴니버스 웹툰 목록